# Sigmund Freud
Sigmund Freud, geboren als Sigismund Schlomo Freud (Freiberg (Moravië), 6 mei 1856 – Londen, 23 september 1939) was een zenuwarts uit Oostenrijk-Hongarije en de grondlegger van de psychoanalyse. Hoewel verschillende van Freuds theorieën en methodes omstreden zijn, wordt hij beschouwd een van de invloedrijkste psychologen en denkers van de 20e eeuw.

## Levensloop

### Kinderjaren

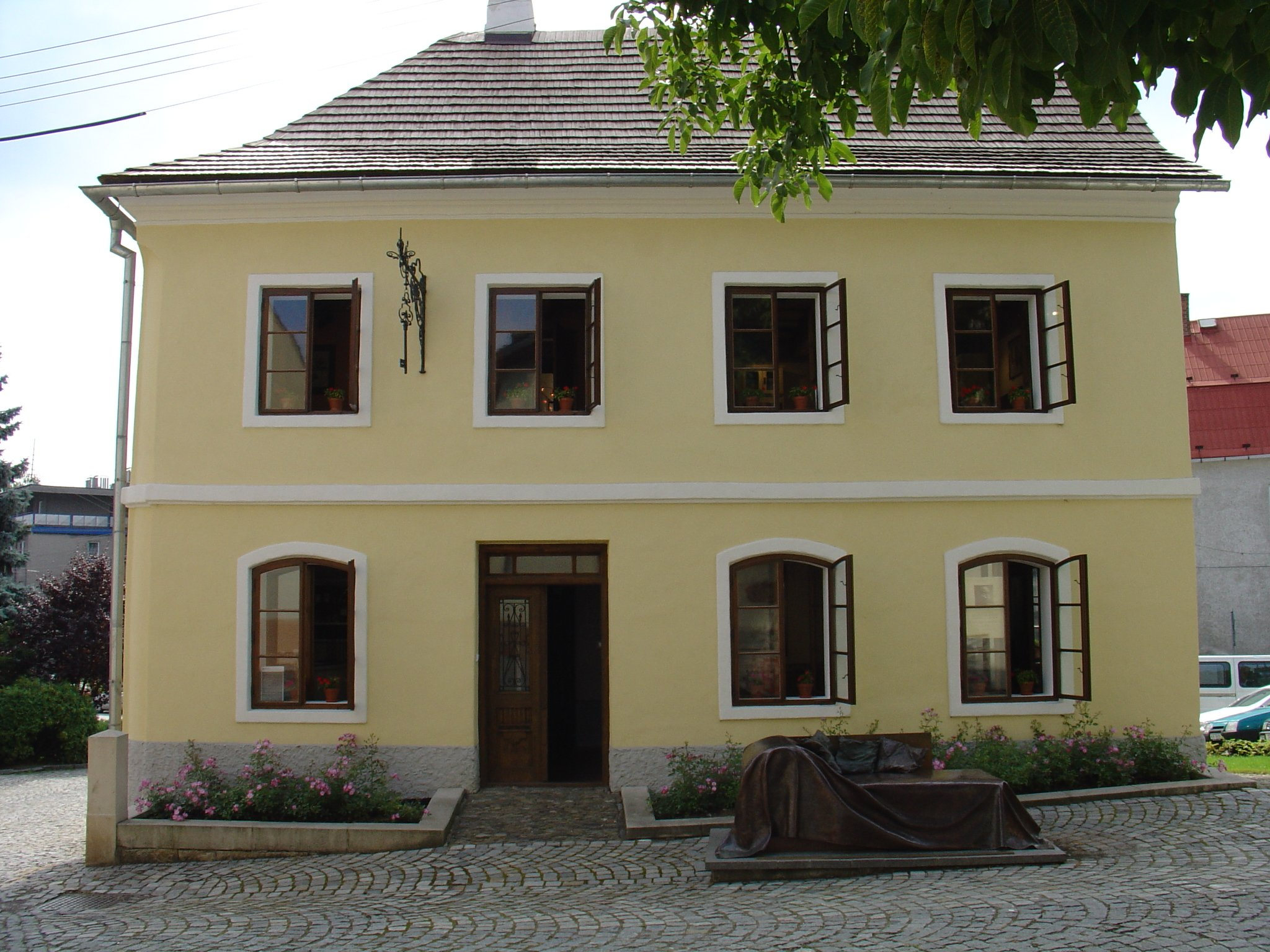
Freuds geboortehuis

Freud werd als zoon van joodse ouders geboren in de Moravische stad Freiberg (tegenwoordig Příbor in Tsjechië). Ofschoon Freud al vroeg atheïst werd, heeft hij later het belang van zijn joodse wortels voor zichzelf benadrukt. Onder de indruk van het opkomende nazisme ontwikkelde Freud later enige sympathie voor het zionisme.
Zijn vader, wolhandelaar Kallamon Jacob Freud (1815-1896), was bij de geboorte van zijn zoon Sigmund bijna veertig jaar oud. Hij was reeds voor de derde keer getrouwd en wel met Amalia Nathansohn (1835-1930). Sigmund Freud had naast twee halfbroers uit de eerdere huwelijken van zijn vader ook nog zeven volle broers en zussen. Toen het bedrijf van Kallamon Jacob Freud in de economische crisis van 1857 failliet ging, betekende dit voor de familie een sociaal en moreel verval. In 1859 verhuisde de familie Freud naar Leipzig en korte tijd later naar Wenen. Daar ging Freud in 1865 naar het Leopoldstädter Communal-Realgymnasium, waar hij een uitstekende leerling bleek.

### Studie
Aanvankelijk was Freud van plan om rechten te gaan studeren, maar in 1873 schreef hij zich in aan de medische faculteit van de Universiteit van Wenen om zenuwarts te worden. In 1874 zorgde Carl Claus, een van de hoogleraren zoölogie, ervoor dat Freud met een stipendium aan een zoölogisch onderzoek kon beginnen. In 1876 vertrok Freud hiervoor naar Triëst, waar hij de voortplantingsorganen van palingachtigen onderzocht. Na zijn terugkeer in Wenen stapte hij over naar het Fysiologisch Instituut onder leiding van Ernst Wilhelm von Brücke.

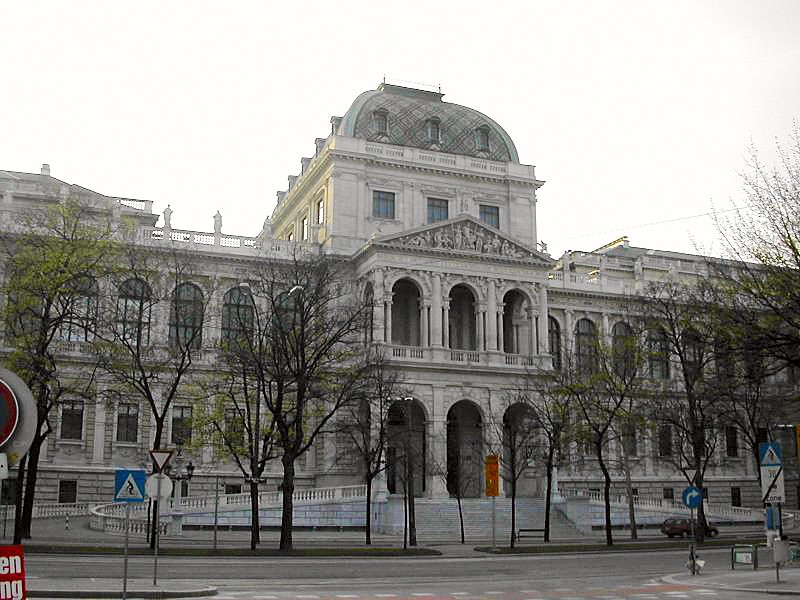
Hoofdgebouw van de Universiteit van Wenen, het wetenschappelijk instituut waar Freud studeerde en werkzaam was

In 1879 begon Freud aan zijn militaire dienst en in 1881 promoveerde hij op het thema Über das Rückenmark niederer Fischarten (over het ruggenmerg van lagere vissoorten) tot doctor in de geneeskunde.

### Gezinsleven

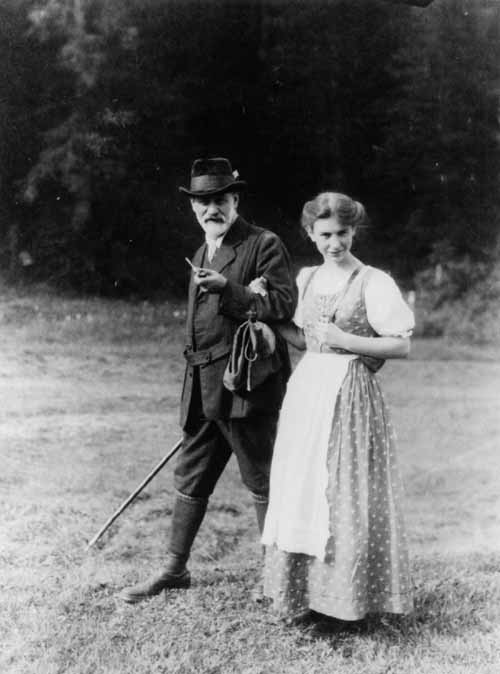
Sigmund Freud en zijn dochter Anna (1913)

Op 25 april 1886 trouwde Freud met Martha Bernays (1861-1951), die uit een vooraanstaande familie van rabbijnen en geleerden stamde. Via dit huwelijk werd Freud ook de oom van de in 1891 geboren Edward Bernays, de "vader van de public relations".
Freud en Bernays kregen samen zes kinderen:
- Mathilde (1887-1978)
- Jean-Martin (1889-1967)
- Oliver (1891-1969)
- Ernst August (1892-1970)
- Sophie (1893-1920)
- Anna (1895-1982)

Freuds zonen kregen de namen van voor Freud belangrijke figuren: Jean Martin werd naar zijn leermeester Jean-Martin Charcot genoemd. Oliver, naar Oliver Cromwell, die Engeland voor de joodse bevolking opende. Ernst August, naar de fysioloog Ernst Wilhelm von Brücke.

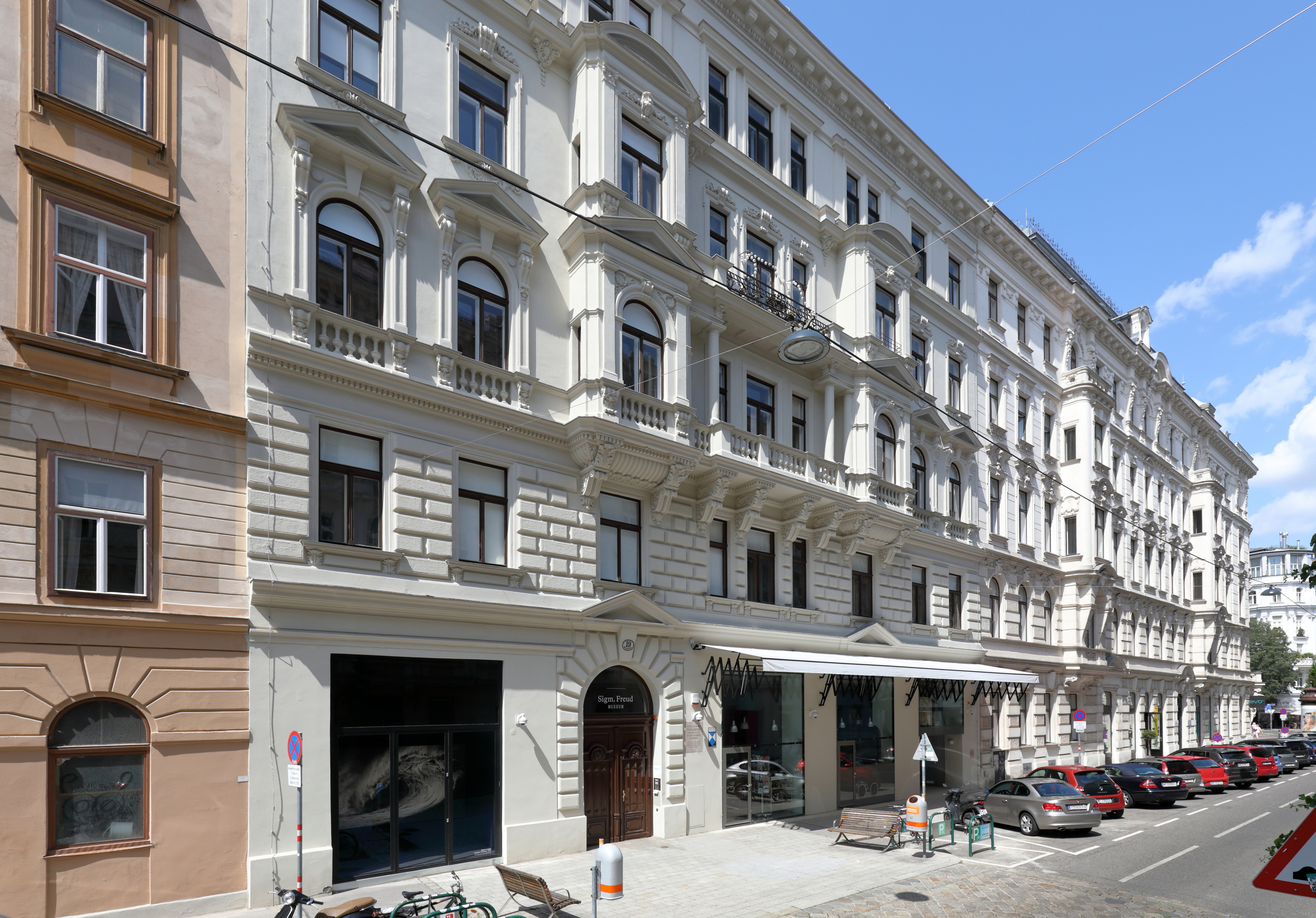
Freuds woonhuis en praktijk aan de Berggasse 19 in Wenen

Freud had een bekoelde relatie met zijn zonen; met zijn dochters kon hij het veel beter vinden. Mathilde en Anna stonden qua intellect ook dichter bij hun vader dan hun broers. Hij kon met hen beter discussiëren, ofschoon hij dit maar weinig deed, vanwege het feit dat ze vrouwen waren. Freud was geen liefdevolle en warme vader voor zijn kinderen, die veel weerstand ondervonden als ze toenadering tot hem zochten. Überhaupt was het voor hem moeilijk om contact te maken met anderen en om warme contacten met vrienden en collega's te onderhouden.

### Latere leven
In 1891 verhuisde Freud naar de Berggasse 19, dat hij overnam van zijn collega Victor Adler, de persoon aan de wieg van de Oostenrijkse sociaaldemocratie. Hier zou Freud de komende 47 jaar blijven wonen en werken.
Bij het uitbreken van de Eerste Wereldoorlog schaarde Freud zich nogal uitdrukkelijk enthousiast aan de zijde van zijn vaderland Oostenrijk-Hongarije. Pas toen duidelijk werd welke uitwerkingen de oorlog had, veranderde Freud langzaam zijn standpunt.
In 1922 vond men bij Freud een carcinoom, zodat een jaar later zijn rechter bovenkaak en verhemelte verwijderd moesten worden en hij een prothese kreeg. In de volgende 15 jaren moesten nog 33 andere operaties worden uitgevoerd. De ziekte werd met de jaren echter alleen maar erger.
In 1938 na de annexatie door nazi-Duitsland besloot Freud (na aandringen) vanwege de antisemitische maatregelen naar het Verenigd Koninkrijk te emigreren, waar hij in Londen overleed.

## Ontstaan van de psychoanalyse
Aan de basis van de psychoanalyse staat de hysterie, die door Freud (e.a.) als arts niet fysiologisch verklaard kon worden. Daardoor ging hij op zoek naar psychogene verklaringen. 

### Werk als arts
Vanaf 1882 was Freud verbonden aan het 'Allgemeines Krankenhaus der Stadt Wien' (Algemeen ziekenhuis van Wenen) en werkte hij in het laboratorium voor hersenanatomie. Hij was een bekwaam anatoom. Tevens doceerde hij aan de Weense Universiteit, waar hij een buitengewoon professoraat bekleedde. Vanwege zijn achtergrond als fysioloog zocht hij oorspronkelijk naar neurologische verklaringen voor afwijkend gedrag.
In de periode 1884-1887 deed Freud onderzoek naar cocaïne als mogelijke medicatie om het lijden van patiënten te verlichten. Voor zijn werk "Ueber Coca" deed hij verschillende zelfexperimenten. Ook probeerde hij een vriend met morfineverslaving met behulp van cocaïne te genezen. Dit mislukte experiment duikt op in een correspondentie met zijn verloofde Martha Bernays. Later schrijft Freud er over in zijn autobiografie. Sigmund Freud schreef cocaïne voor aan zijn familie en nam er zelf ook van, wanneer het niet zo goed ging. Onduidelijk is of hij zich bewust was van de verslavende effecten van cocaïne. Later kreeg hij gezondheidsklachten (bloedingen in de neus) en heeft hij het gebruik afgebouwd.
Na zijn habilitatie (promotie) in 1885 begon Freud in september als docent in de neuropathologie aan de Universiteit van Wenen. Op 25 april 1886 beëindigde hij zijn werk als arts en ging aan de slag bij het door Max Kassowitz geleide Ersten Öffentlichen Kinder-Krankeninstitut. Tevens startte hij zijn privé-praktijk als neuroloog. Freud richtte zich in zijn beginnende praktijk op het zich eigen maken van hypnose.

### Charcot
Tijdens een studiereis naar Parijs in 1885 bezocht hij de psychiatrische kliniek van het Hôpital de la Salpêtrière, waar Jean-Martin Charcot werkte, in die tijd een van de grootste autoriteiten op het gebied van de neurologie. Freud was een groot bewonderaar van Charcot.
Charcot deed onderzoek naar hysterie en was bekend met de uitwerking van hypnose en suggestie op zijn patiënten. De hypnose was toen net in ontwikkeling als behandelmethode voor psychische klachten. Freud was zo onder de indruk van Charcot, dat hij zijn eerste zoon Jean-Martin noemde. 
In Parijs maakte hij ook kennis met het werk van Pierre Janet, dat van invloed zou zijn op zijn latere werk. Pierre Janet ontdekte onder andere de kracht van rapport. Een binding met de patiënt was een eerste vereiste voor genezing. Latere volgers zoals Carl Jung geven aan dat dit desnoods een negatieve binding is. De onplezierige afhankelijkheid die hiermee kan ontstaan, zag hij net als Freud wel als aandachtspunt en minpunt van de professie. 
In de kennismaking met Charcot te Parijs ligt het begin van de ontwikkeling van de psychoanalyse. Charcot toonde met demonstraties aan dat onder hypnose hysterische aanvallen kunnen worden opgewekt. Dit bracht Freud op het idee van de psychogene oorzaak van ziektebeelden, in plaats van een fysiologische oorzaak.
Charcot inspireerde Freud tot theorievormingen, die echter tot zijn teleurstelling door zijn vakgenoten niet met het enthousiasme werden onthaald waarop hij had gehoopt. De kern van zijn verklaring van de hysterie was dat psychotrauma's op het gebied van de menselijke seksualiteit, en dan met name pril seksueel misbruik, hieraan ten grondslag lagen. Zijn in oktober 1886 gehouden voordracht "Über männliche Hysterie" werd slecht ontvangen bij het artsenpubliek.

### Breuer
Al enkele jaren eerder had Freud de arts Josef Breuer leren kennen. Deze bracht Freud een casus van hysterie onder de aandacht, Der Fall der "Anna O.", waarin het onder hypnose spreken over voorvallen die haar dwarszaten tot het verdwijnen van symptomen leek te leiden. Anna O. noemde dit de "Sprechtherapie" (spreektherapie).
Mede naar aanleiding van deze casus publiceerden Breuer en Freud samen de Studien über Hysterie (1896). Daar werd ook het idee van het Unbewusste (onbewuste) in gepostuleerd. In deze studie wordt de hysterie voor het eerst psychologisch verklaard, maar later distantieerde Breuer zich hiervan. In de autobiografie van Sigmund Freud staat vermeld dat Breuer bang werd toen een vrouwelijke patiënte hevige erotische gevoelens voor Breuer kreeg en hem begon te zoenen tijdens de behandeling. Breuer zou hier bang van zijn geworden, wees hypnose af en begon hysterie weer fysiologisch te verklaren.
Volgens zijn autobiografie kwam hij tot het inzicht dat de relatie met zijn patiënt een te grote impact had op het resultaat toen een vrouw die hij lange tijd succesvol had behandeld bij het ontwaken uit hypnose haar armen om hem heen sloeg. Het was noodzakelijk om hypnose als behandelingsmethode op te geven. Wat hij wel behield, was de praktijk om zijn patiënten op een sofa te laten liggen terwijl hij achter hen zat, waar ze hem niet konden zien. 
In plaats van hypnose liet hij zijn patiënten vrij associëren, om inzicht te krijgen in hun bewustzijnsinhouden en de veronderstelde psychogene oorzaak van hun lichamelijke klachten bloot te leggen. Freud ging hierbij uit van een 'niet-weten' van de (seksuele) oorsprong van deze klachten. Het was volgens hem aan de arts om de patiënt tot inzicht te brengen in de oorzaak van de neurose, desnoods op dwingende wijze. Dat dit weerstand opriep, betekende volgens Freud dat patiënten de oorzaak van het trauma niet bewust wilden worden.

### Die Traumdeutung
In 1899 verscheen Die Traumdeutung, over de relatie tussen het onbewuste en de inhoud van dromen. Vaak wordt het verschijnen van Die Traumdeutung beschouwd als de grondlegging van de psychoanalyse. In dromen zouden verborgen boodschappen van het onderbewustzijn zitten: dromen worden onder andere gezien als verkapte vervullingen van onbewuste wensen. Herinneringen, voorspellende dromen of dromen zonder echte betekenis worden ook onderscheiden door Freud, die zich uitgebreid verdiept had in de bestaande literatuur waarnaar hij verwijst. Door dromen te analyseren kon men dingen over onbewuste lagen in de persoonlijkheid en mogelijk de cultuur bewust worden.
Sigmund Freud schreef het boek na de dood van zijn vader, wat diepe impact op hem had. Hij kreeg zelf veel dromen die hij in het boek beschrijft. Het boek is talloze malen bewerkt en uitgebreid. 

### Psychoanalytische beweging

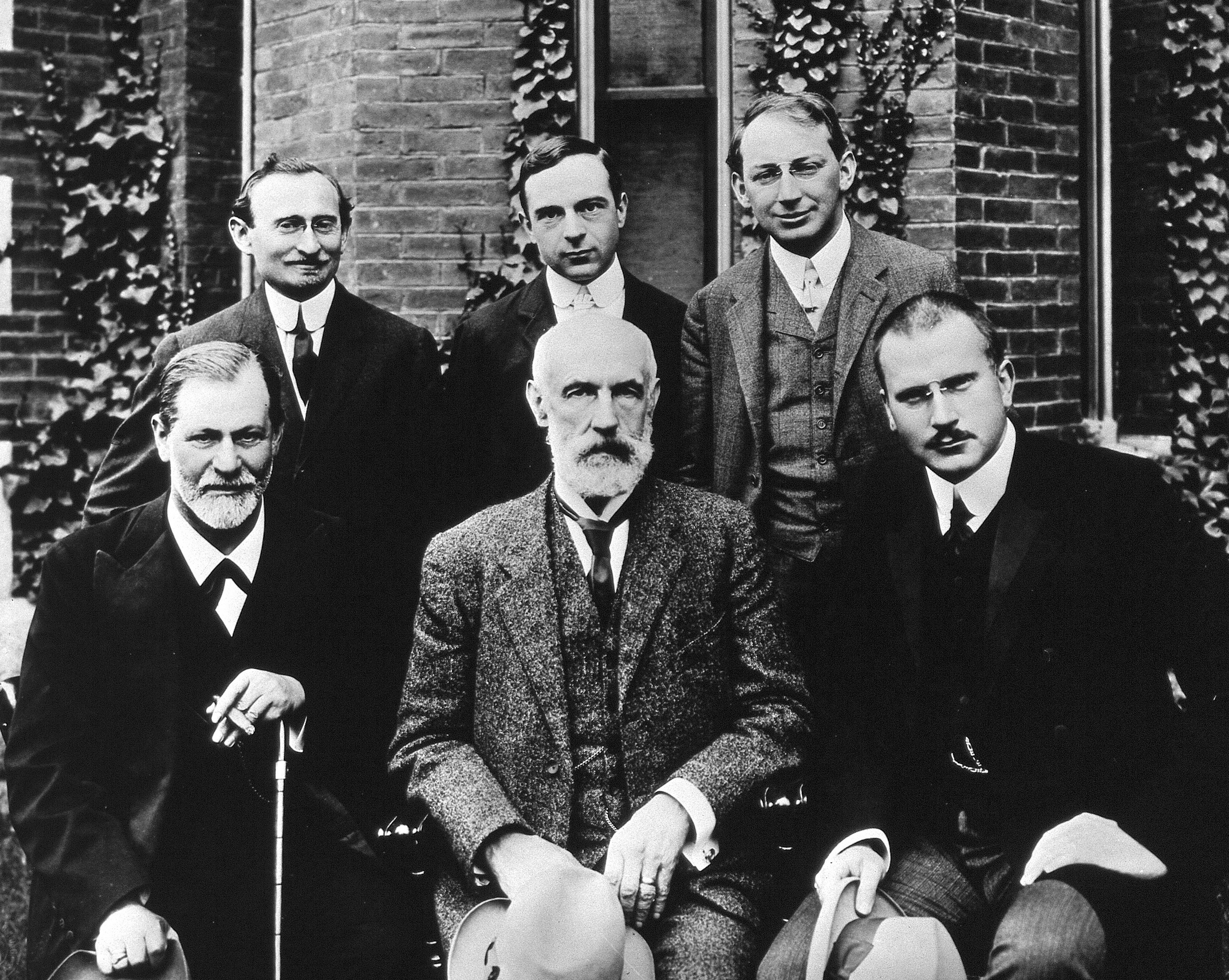
Groepsfoto uit 1909 voor de Clark University. Eerste rij: Sigmund Freud, G. Stanley Hall, Carl Jung; achterste rij: Abraham A. Brill, Ernest Jones, Sándor Ferenczi.

Freud trok met zijn ideeën jonge artsen aan die geïnteresseerd waren in zijn opvattingen over de psychologische oorzaken van moeilijk grijpbaar gedrag. Dit leidde tot het ontstaan van de psychoanalytische beweging. Maar er ontstonden ook conflicten tussen deze mannen. Bekende collega-psychiaters van Freud, Jung en Adler, die veel met Freud correspondeerden, namen na 1910 afstand van diens pas opgerichte internationale psychoanalytische vereniging, en werkten hun eigen varianten van de psychoanalyse uit.

## De psychoanalytische theorie

### Driften
Sigmund Freud zag geest en lichaam als een geheel van energiestromen. Die energiestromen noemde Freud "driften" ook wel vertaald als "instinct" of "drijfveer" (Triebe). Deze driften werken doorgaans ongemerkt, en zijn "primair". Zo onderscheidde Freud een levensdrift (eros), de primaire drang tot zelfbehoud (voortzetting van de soort, liefde voor jezelf en voor de anderen). In zijn latere werk meent Freud ook een doodsdrift (thanatos) te kunnen onderscheiden, het streven naar een spanningsloze toestand (oceanisch gevoel). In de Duitse versie lijkt hij zijn verwondering te beschrijven hoe in de natuur de biologische strijd tussen doorleven (eros) en vergankelijk zijn (thanatos) werkt. De vertaling is mogelijk niet getrouw zijn bedoeling. De seksuele driften noemde hij libido. Seksueel zag hij veel breder dan seks: levenslust, plezier, erotiek, genegenheid bijvoorbeeld.

### Es, Ich, Über-ich
Deze driften zijn in aanvang ongestuurd en ongeremd. Freud noemde dit het Es. De mens leert deze driften te beheersen door zich aan te passen aan de verwachtingen van anderen. Het is het Ich (ik), of ego in het Latijn, het bewuste deel van de psyche, dat leert om die driften te beheersen. De opvoeding en de cultuur dwingen deze aanpassing af, en geven de voorbeelden waar het bewuste zich op kan richten. Het deel van de psyche dat deze voorbeelden internaliseert is het über-ich (super-ego of geweten).

### Psychotrauma's
Lichamelijke stoornissen herleidde Freud tot verstoringen in de psychische energiehuishouding van de mens. Traumatische gebeurtenissen, bijvoorbeeld de vermeende aanblik van seksuele omgang tussen de ouders (zie Sergej Pankejev), worden door de psyche verdrongen. Een verdrongen traumatische herinnering verdwijnt niet uit de psyche, maar komt terecht in een deel van de geest dat Freud het onbewuste noemde. De energie die niet meer toegankelijk is voor het bewuste, en dus ook niet rationeel gestuurd kan worden, zoekt een uitweg, en uit zich in lichamelijke symptomen. Door de patiënt in therapeutische sessies te laten vertellen, kon de therapeut deze verdrongen inhouden van het onbewuste op het spoor komen. Door deze bewust te maken, zou de energie weer rationeel beheersbaar worden, waardoor de klacht zou verdwijnen. Sigmund Freud gaf enige sturing aan het proces en zou ook gewerkt hebben met lichte aanraking. Er is echter weinig bekend over zijn precieze manier van werken die per patiënt anders was.

### Bewust en onbewust
Freud zag het onbewuste als cruciaal voor de psychoanalyse. Volgens Freud bestaat de menselijke geest uit een ingewikkeld web van gebeurtenissen en processen waarvan slechts een deel voor het bewustzijn toegankelijk is. De geest is als het ware opgedeeld in twee afdelingen, min of meer onafhankelijk van elkaar. Het onbewuste bestaat volgens Freud uit de aangeboren driften, maar ook de verdrongen wensen en traumatische ervaringen. Daarnaast bevat het ook sluimerende gedachten, herinneringen, kennis, beelden, die zonder veel problemen wel tot inhoud van het bewustzijn kunnen worden gemaakt.
Het verschil met de benadering van Carl G. Jung, die bewustwording als sleutel ziet tot individuatie, is dat Sigmund Freud en vooral volgelingen als D.W. Winnicott ervan uitgingen dat onbewuste ervaringen uit de 'preverbale' fase mogelijk nooit bewust kunnen worden gemaakt omdat er nog geen besef van taal was. Winnicott ziet hier een mogelijke relatie met psychoses (zie elders in de tekst). Sigmund Freud geeft als hypothese in zijn boek 'de droomduiding', dat een psychose mogelijk 'dromen in waaktoestand is'. Een compensatie van het bewustzijn tijdens de doorbraak van onbewuste herinneringen.

### Psychoseksuele ontwikkeling
Oorspronkelijk ging Freud ervan uit dat de psychopathologie van zijn patiënten werd veroorzaakt door seksueel misbruik tijdens de vroege kindertijd. Om redenen die niet zijn opgehelderd kwam Freud rond 1903 terug op deze "verleidingstheorie", die dus eigenlijk een "misbruiktheorie" was. In plaats hiervan stelde hij nu dat de herinnering aan het misbruik op de fantasie van de patiënt zelf berust, voortkomend uit de eigen seksuele en gewelddadige driften, wat leidde tot de formulering van zijn oedipuscomplex. Dit complex zou tot angsten en trauma's kunnen leiden (zie 'Kleine Hans'). Anna Freud stelde dat kinderen een psychoseksuele ontwikkeling doormaken, een theorie die tegenwoordig wordt betwist (orale fase, anale fase, fallische fase, latentiefase en tot slot de genitale fase). Hiermee kon zij haar visie op de verdringingsthese, de hoeksteen van haar psychoanalytische theorie, in stand houden.

### Seksuele problemen bij mannen
Sigmund Freud hield zich niet bezig met kinderen zoals zijn dochter Anna, maar met volwassenen. Hij benoemde onder meer taboes zoals het vraagstuk van de impotentie, dwangmatige auto-erotiek, voortijdige ejaculatie en de invertierte. Dit laatste definieerde hij als een spectrum van seksloos tot de sfeer van een man die erotische gevoelens koestert voor een andere man terwijl hij dit bewust niet wil. Of dit een onderdrukte vorm van homofilie was, verboden in die tijd en zeker voor bepaalde religies ondenkbaar, of een 'erotische overdracht vanuit pril en onbewust misbruik' valt niet te achterhalen. 
De erotische overdracht is een concept dat in de verzamelde werken van Sigmund Freud niet voorkomt. Jung benadrukte dat overdracht te maken had met projecties uit het onbewuste en het genezingsproces slechts hindert. Pas als de therapeut deze hindernis uit de weg heeft geruimd kan de analyse succesvol verlopen.
Sigmund Freud geeft in zijn autobiografie aan dat er bij hem best erotische gevoelens konden ontstaan voor patiënten, maar dat hij zijn instincten onder controle had. Of dit bij hem tevens over gevoelens voor mannen ging is niet duidelijk.

### Angst en afweer
Waar hij wel over schreef in de context van de kindertijd, is angst. Er zijn diverse werken met verschillende tekst te downloaden of te koop. De teksten verschillen mede door het woordgebruik van de vertaler. Wat overeind staat is Sigmund Freuds idee over de invloed van de geboorte en mogelijk al de onbewuste herinneringen in de baarmoeder.
Sigmund Freuds meent dat een geboortetrauma wordt overschreven door latere ervaringen die de onbewuste herinneringen triggeren. Gebaseerd op zijn kennis als arts stelt hij dat een kind nog maar zeer beperkt waarneemt vlak na de geboorte: geen visuele waarneming heeft. De ervaringen in de baarmoeder zijn vooral auditief, gebaseerd op Freuds kennis van de ontwikkeling van de zintuigen. De hypothese van Freud is dat deze herinneringen mogelijk ook fysiek zijn, maar dat dit niet objectief vast te stellen is.  
De geboorte ziet Sigmund Freud als hét moment van separeren. Een baby zit in het eigen lijf, waar de moeder niet meer continu bij in de buurt is. Haar aanwezigheid geeft vertrouwen of wantrouwen, afhankelijk van haar zorg en koestering. Sigmund Freud beschrijft de ontwikkeling van universele angsten die beginnen in de kindertijd: angst voor verlatenheid, voor het donker, voor een vreemde die je mogelijk niet kunt vertrouwen.  
Hier worden de eerste afweermechanismen gevormd waar verplaatsing naar een fysiek verschijnsel, zoals hysteria, er één van is. Sigmund Freuds hypothese is dat latere positieve ervaringen een geboortetrauma of kinderangst overschrijven en helpen genezen. Therapie bij angst en trauma is nog steeds gebaseerd op dit principe van overschrijven.
Ingewikkelder is verplaatsing - displacement - naar een andere persoon. Carl Jung noemde dit overdracht en relateerde het aan projectie en wederzijdse onbewustheid. Sigmund Freud echter schreef het toe aan de aangeboren eigenschap van empathie: meevoelen wat niet eigen is en de ander zelf niet kan voelen. Dit gaat vaak maar lang niet altijd gepaard met sympathie, meeleven en emotionele ondersteuning geven. Niet ieder mens vindt meeleven prettig. Sigmund Freud waarschuwde voor medelijden, waarmee iemand in de slachtoffer positie wordt geplaatst. Zijn doel was patiënten zelf gevoelens in eigendom te laten nemen.

### Narcistisch en autistisch gedrag
Sigmund Freud heeft deze termen verder geëxploreerd lang voor de DSM bestond. Hij werkte niet met labels om mensen te classificeren maar met beschrijving van gedrag dat mensen hindert en met het concept regressie: een terugval naar gedrag in een prille staat van zijn. Dit zou ook optreden in een massa, waardoor mensen niet meer voor zichzelf denken maar opgaan in het collectief.
Freud beschrijft autisme als 'in een eigen wereld zonder taal'. Net als waarschijnlijk de mens voordat het bewustzijn zich ontwikkelde. De gerichtheid op verschijnselen in de omgeving en deze willen begrijpen, voorspellen en controleren.
Freud beschrijft autistisch gedrag als een prenatale staat, of prille staat, waarbij spreken, schrijven en logisch denken nog niet ontwikkeld zijn. De wereld bestaat uit gewaarwordingen en daaruit volgen instinctieve of biologische verwachtingen (moeder zorgt voor me) en behoeften (eten, drinken). De fantasie en het associëren, het dagdromen ontwikkelen zich vervolgens. Het spelen, zichzelf aanraken en de taal.
Sigmund Freud ziet een psychose als een vorm van regressie naar deze prille staat. D.W. Winnicottheeft dit verder uitgewerkt. Het is een regressie naar grote angst, mogelijk om als baby dood te gaan. Een neurose ziet Sigmund Freud als een meer volwassen versie van angst of nervositeit. 
Narcistisch gedrag werkt Sigmund Freud verder uit naar het begrip eigenliefde. Een auto-erotische en ook prille behoeftestaat die Sigmund Freud "zijne majesteit de baby" noemt. Regressie treedt op bij grote en niet te verwerken angst in het heden, mogelijk gerelateerd aan pril trauma. Aan welk trauma narcistisch gedrag gerelateerd is, beschrijft Sigmund Freud niet.

## Invloed van Freud

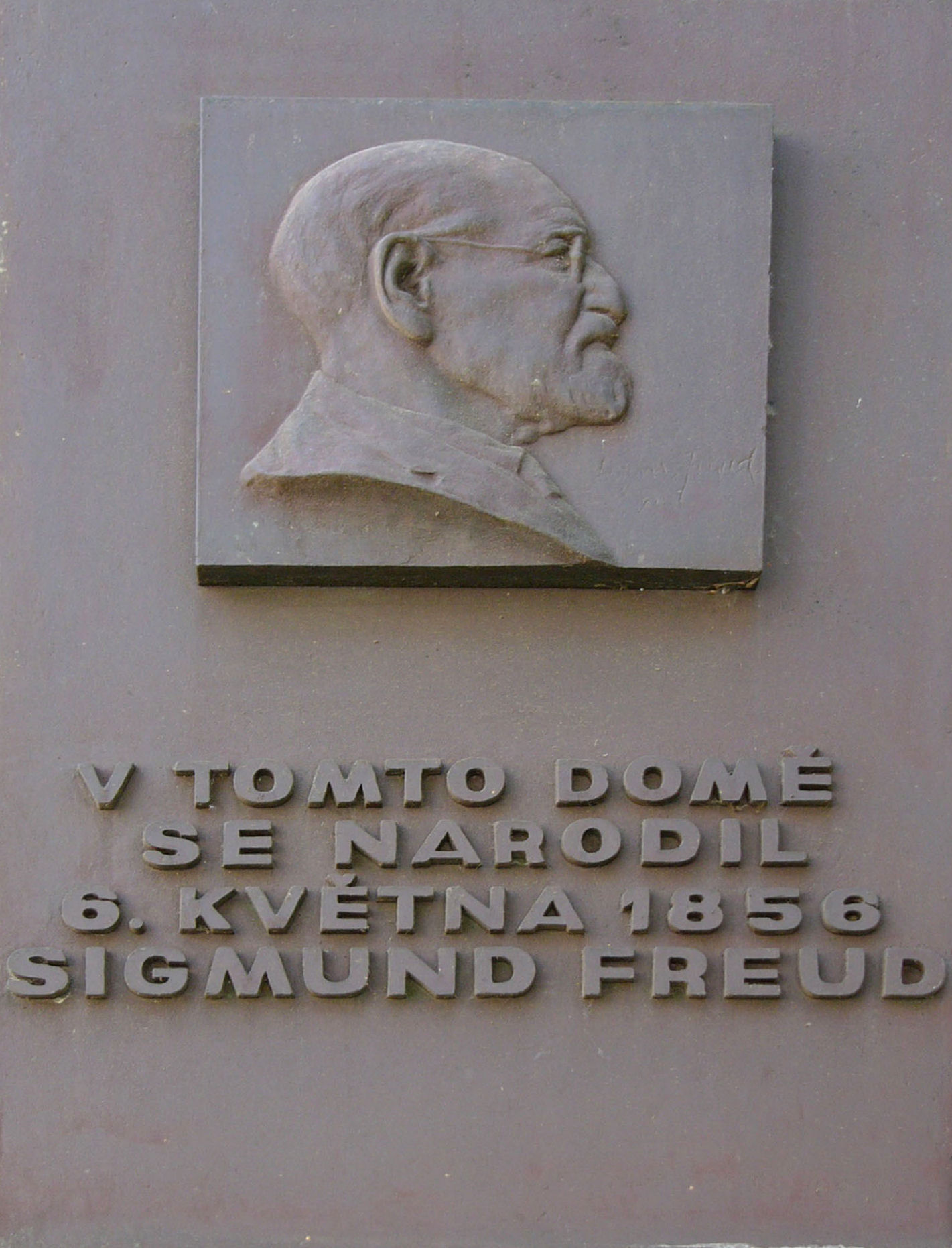
Een gedenksteen in zijn geboorteplaats Příbor

### Psychotherapie en populaire cultuur
Doordat een aantal (vrouwelijke) leden van de bourgeoisie zich aangetrokken voelden tot de psychoanalyse en zich lieten behandelen, groeide de psychoanalyse en kreeg deze veel internationale allure. De psychoanalyse kan gezien worden als een van de eerste vormen van de moderne psychotherapie.
Freuds idee van verdringing als oorzaak van psychische problemen is wijdverbreid geraakt, de meeste mensen kennen ook bijvoorbeeld de zogenaamde freudiaanse verspreking, als voorbeeld van wat Freud zelf een Fehlleistung noemde.

### Invloed op de kunst
De psychoanalyse van Freud had invloed op de surrealistische beweging in 1924. André Breton, grondlegger van het surrealisme, was erg geboeid door dromen, de Traumdeutung en de psychoanalyse van Freud. Surrealistische schilderijen en films tonen beelden uit het onbewuste in een droomomgeving. Een van de bekendere kunstenaars, die veel de zogeheten freudiaanse symboliek in zijn werk gebruikte, was Salvador Dalí. In een van zijn bekendste werken, De volharding der herinnering (1931), bijvoorbeeld, duiden de slappe, uitgelopen uurwerken en objecten op impotentie.

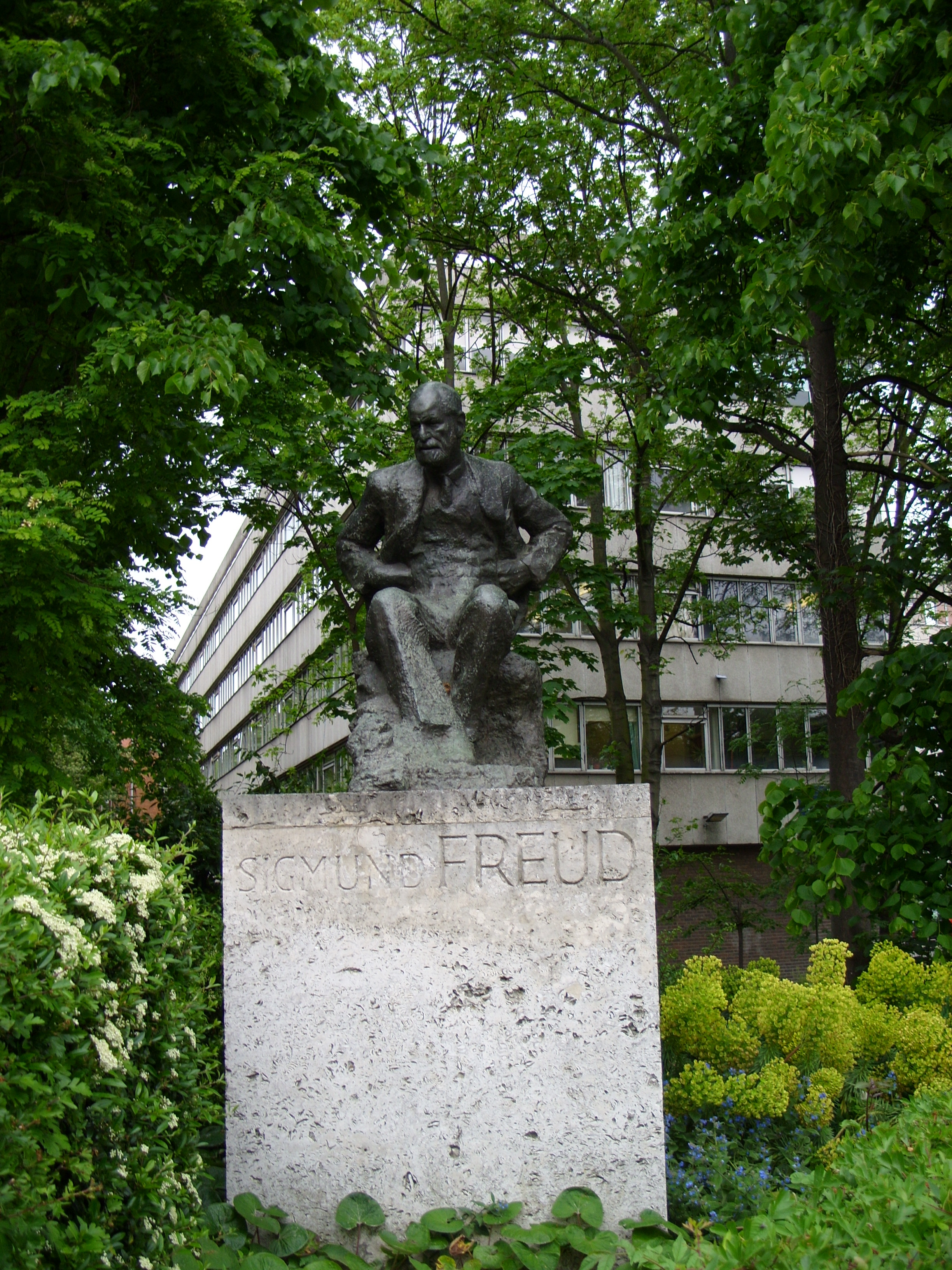
Standbeeld Freud van Oscar Nemon (1931/1970) bij de Tavistock Kliniek in Londen

## Kritieken en waardering
Freuds invloed op zowel de psychologie als de psychiatrie is groot geweest. Hij kent vele volgers die zijn inzichten waarderen en hij wordt algemeen erkend als founding father van de psychologie. Velen beschouwen hem als een belangrijke pionier, zelfs al zijn de inzichten tegenwoordig veranderd zoals in elke wetenschap het geval is.   
Zijn ideeën lijken misschien niet of nauwelijks meer aan bod te komen in de academische psychologie. Wanneer je echter de oorspronkelijke Duitse verzamelde werken en artikelen leest, blijkt dat de meeste concepten in de psychologie door Sigmund Freud beschreven zijn. Vertalingen in het Engels wijken van elkaar af in woordgebruik en opzet.

### Invloed Anna Freud bij postume uitgaven
Ook heeft zijn dochter Anna Freud invloed gehad op de postume uitgaven. Een aantal concepten zijn door haar verder uitgewerkt. Onduidelijk is of Sigmund Freud haar ideeën deelde. Anna werkte namelijk met getraumatiseerde kinderen en Sigmund Freud werkte met in de maatschappij staande volwassenen. 
Vanaf het midden van de twintigste eeuw werd de psychoanalyse langzaamaan vervangen door andere methodieken in de psychiatrie. De praattherapie is en blijft echter Sigmund Freuds verworvenheid, net als vele andere door hem beschreven concepten over de psychologie van weerstand, spel, humor, leren, samenwerking en leiderschap.

### Falsifieerbaarheid
Wetenschapsfilosofen zoals Karl Popper wijzen erop dat psychoanalytische hypothesen niet falsifieerbaar zijn, een essentiële voorwaarde om van een echte wetenschap te kunnen spreken.

De Duits-Amerikaanse wetenschapsfilosoof Adolf Gruenbaum stelt dat dit falsificeerbaarheidsprincipe tot betekenisloze uitspraken leidt en dat Freuds theorieën wel degelijk falsifieerbaar zijn:
"Popper elevated the falsifiability of a hypothesis to being the necessary and sufficient condition of its scientific status. But that criterion is much too broad, because it licenses ludicrous propositions like "The moon is made of green cheese" to qualify as "scientific" by being falsifiable. Moreover, Popper erroneously indicted Freudian psychoanalytic theory as unfalsifiable, although it is demonstrably falsifiable."
Poppers theorieën zijn in de wetenschapsfilosofie bepaald niet onweersproken gebleven. Door o.a. de Duitse filosoof Jürgen Habermas zijn diens methode van geleidelijk dichter bij een 'feitelijke werkelijkheid' komen met daarbij de objectieve status van zo'n werkelijkheid, inmiddels als hoogst problematisch afgewezen als 'peace meal engineering'.

### Neurologie
Aan de wetenschappelijke discussie over het onbewuste zijn nieuwe impulsen gegeven door onder meer het onderzoek van de neuroloog Antonio Damasio, dat door het nieuwe beeldvormend medisch onderzoek in de neurowetenschap mogelijk is gemaakt. Daarbij vonden de uitgangspunten van de dieptepsychologie over de betekenis van onbewuste processen voor de menselijke ervaring en het menselijk gedrag, opnieuw waardering nadat ze in hoge mate werden bevestigd. De door Freud oorspronkelijk nagestreefde biologische toegang tot het onbewuste werd door dit nieuwe beeldvormend medisch onderzoek pas echt mogelijk. In reactie daarop verklaarden vooraanstaande neurologen in 2004 in een gemeenschappelijk manifest: "Wij zijn erachter gekomen dat in de menselijke hersenen neurologische processen en bewust beleefde geestelijk-psychische toestanden ten nauwste met elkaar samenhangen, en onbewuste processen op een zeer bepaalde wijze voorafgaan aan bewuste processen."

### Selectieve waarneming en misinterpretatie
In het opzetten van zijn theorieën, selecteerde Freud alleen die waarnemingen die binnen zijn theorie pasten. Dit weerklinkt nog steeds als een kritiek op psychoanalytisch onderzoek in het algemeen.

De Duits-Amerikaanse filosoof Adolf Grünbaum deelt deze fundamentele kritiek als van toepassing op Freuds psychoanalyse: 
"Freud and his followers rely primarily on the productions of patients in analytic treatment as evidence for their theoretical edifice. And psychoanalytic theory is replete with causal hypotheses purporting to explain normal and abnormal human conduct. But their clinical evidence does not provide congent observational support for these core hypotheses, thus leaving their support remarkably weak."
 Grünbaum heeft zijn gedachten over bezwaren uiteengezet in een boek over de filosofische grondbeginselen van de psychoanalyse, dat nog steeds een grote rol speelt in de discussies over Freud.
De Nederlandse historicus Han Israëls heeft de werkwijze van Freud en zijn volgelingen sterk bekritiseerd. Hij stelt dat Freud a priori opvattingen had over de oorzaken van psychische problemen, en die op zijn patiënten projecteerde. Hij beschrijft de casus-Schreber uit 1911, en laat zien hoe Freud selectief verbanden legde die geen bewijs vormen voor zijn stellingen, met uitsluiting, zonder onderbouwing of zelfs maar overweging, van mogelijke andere verklaringen.
Fundamenteel is de kritiek van Richard Webster, die stelt dat hysterie geen psychogene oorzaak heeft, maar veroorzaakt wordt door minieme hersenbeschadigingen en epileptische aanvallen, die met de wetenschap van eind 19e eeuw niet te verklaren waren. Feit is echter dat hysterie nauwelijks meer voor lijkt te komen. Freud zou Charcots idee van psycho-trauma's hebben overgenomen naar een analogische vorm waarin die belichaamd werden, maar deze opvattingen zouden mogelijk berusten op een misinterpretatie van medische problemen. Ook de invloed van Breuers 'Sprechtherapie' op het werk van Freud, zou worden kunnen beschouwd als een misinterpretatie.
Daarbij vond de veronderstelde genezing van Anna O. niet plaats. Integendeel, zij is nog jarenlang nadien behandeld in psychiatrische instellingen. In de hedendaagse psychiatrie is dit nog steeds een vraagstuk (zie verderop in dit artikel).

### Kindertrauma's als fantasie of als feit?
Voormalig en omstreden psychoanalytica Alice Miller stelde in haar boeken de geldigheid van de psychoanalytische theorie en praktijk van Freud radicaal ter discussie en wees die af, omdat de klassieke psychoanalyse naar haar mening de toegang belette tot de ware oorzaken van traumatische herinneringen uit de kindertijd. Deze trauma's berustten volgens haar niet op de fantasie, maar op feitelijke uitoefening van macht en fysiek, seksueel en psychisch geweld van volwassenen. Miller was een sterke opponent van Freuds ideeën over de kinderlijke seksualiteit als bron van de neurose. Zij stelde dat herinneringen aan seksueel misbruik niet een product zijn van de fantasie, voortkomend uit de eigen driften van patiënten, zoals Freud stelde, maar dat dergelijk misbruik in de realiteit veel voorkomt en dat het een verwoestend effect heeft. 
Het reële misbruik wordt stelselmatig genegeerd in Freuds psychoanalytische theorie, aldus Miller, wat leidt tot het verantwoordelijk stellen van de patiënt voor zijn eigen psychopathologie en het buiten schot laten van degenen die het trauma werkelijk veroorzaakten. Miller verwierp de validiteit van Freuds drifttheorie, waaronder het oedipuscomplex.

### Verdrongen herinneringen en 'erotische overdracht'
Het idee van verdrongen herinneringen heeft geen wetenschappelijke validiteit omdat niet te bewijzen valt of het fantasie of werkelijkheid is. In de jaren 1990 is het onderwerp geweest van debat, met name in de Verenigde Staten, toen ouders ten onrechte werden beschuldigd van seksueel misbruik van hun kinderen. Jung introduceerde het begrip erotische overdracht als mogelijk bewijs. Sigmund Freud hanteert een andere definitie van overdracht, namelijk het moment waarop een patiënt merkt dat een herinnering zich verplaatst van het voorbewuste naar het bewustzijn.
De erotische component benoemd Sigmund Freud als mogelijke herinnering aan seksueel misbruik, waarbij de analyticus de vaderfiguur wordt. Wanneer het bewustzijn deze herinnering niet kan hanteren, voelt de analyticus dit mee. Freud wees toegeven aan erotische gevoelens bij patiënten af. Carl Jung had diverse buitenechtelijke seksuele relaties met patiënten en liet sommige van hen voor hem werken. De film A Dangerous Method verfilmt dit thema en de spanning die dit opriep bij Freud. Hij wees met name de seksuele relaties met patiënten af, wat nog steeds de standaard is in de beroepsethiek van psychologen.

### Weerstand en hulp
Freuds interpretatie van de problemen van zijn patiënten, door hem duiding genoemd, werd lang niet altijd geaccepteerd door zijn patiënten. Freud noemde dit hemmung (verouderd) en abwehr onvermogen of verzet van de patiënt tegen bewustwording, waarvan Freud verwachtte dat het genezend zou werken. De kern van alle afweer of weerstand is in Freuds werken angst. De verdere uitsplitsing van de afweermechanismen is van de hand van dochter Anna Freud. Onduidelijk is of haar vader deze uitwerking onderschreef. Sommigen interpreteren dit alsof Freud de autonomie en het beoordelingsvermogen van zijn patiënten niet respecteerde, en zijn eigen visies en standpunten opdrong. Of dit op waarheid berust, is niet objectief vast te stellen.

### Effectiviteit van psychoanalyse en psychotherapie in het algemeen
De effectiviteit van psychoanalyse is pas sinds de jaren 1990 onderwerp van gecontroleerd wetenschappelijk onderzoek. Er zijn alleen behandelingen die een jaar of korter duurden onderzocht. Een meta-analyse uit 2010 van eerdere onderzoeksgegevens toont aan dat kortdurende psychodynamische psychotherapie net als andere vormen van psychotherapie leidt tot statistisch significante verbeteringen bij depressie.
De effecten van langdurige psychodynamische psychotherapie zijn tot dusver niet goed wetenschappelijk onderzocht. Overigens geldt hetzelfde voor andere vormen van psychotherapie. Het is praktisch gezien erg moeilijk en kostbaar om het effect van meerjarige behandelingen te onderzoeken. In het algemeen is er ook onderzoek dat aangeeft hoe weinig vooruitgang er in de psychiatrie überhaupt wordt geboekt met behandelingen. Er is vooruitgang, maar beperkt en met hulp van medicatie.

### Invloed en popularisering
Sigmund Freud heeft veel invloed gehad op de huidige psychologie en haar concepten. Het gedachtegoed is door vele volgelingen op een eigen manier aangepast. Of dat valide is, lijkt niet te zijn onderzocht. Bekende volgers met een eigen versie en toepassing van de psychoanalyse zijn onder anderen W. Bion, D. W. Winnicott, Patrick Casement en in de zakelijke wereld Manfred Kets de Vries. 
Ook in de coachpraktijk worden inmiddels psychiatrische modellen op nieuwe manieren ingezet en in boekjes beschreven, die gebruikmaken van Freuds praattherapie zonder zich dat altijd bewust te zijn. Ook hier is niet onderzocht wat het effect ervan is.

## Werken
- De droomduiding (1900)
- Psychopathologie van het dagelijks leven (1901)
- Drie verhandelingen over de theorie van de seksualiteit (1905)
- De schrijver en het fantaseren (1908)
- Een jeugdherinnering van Leonardo da Vinci (1910)
- Het motief van de drie kistjes (1913)
- Het onbewuste (1915)
- Inleiding tot de psychoanalyse (1917)
- Een jeugdherinnering uit Dichtung und Wahrheit (1917)
- Beschouwingen over oorlog en dood (1917)
- Het 'Unheimliche' (1919)
- Het ik en de psychologie der massa (1921)
- De toekomst van een illusie (1927)
- Hoofdlijnen van de psychoanalyse (1928)
- Dostojewskij en de vadermoord (1928)
- Het onbehagen in de cultuur (1929)
- Waarom oorlog (1933), geschreven samen met Albert Einstein
- Brieven aan Jeanne Lampl-de Groot (1921-1938)
- Traumagevallen (1939)

### Over Freud
- Maurizio Balsamo - Sigmund Freud
- Gay Netta van Hulzen - Sigmund Freud. Leven en Werk
- Anne Simon - Freud (Graphic novel, Engelstalig)
- M. Edmundson - De Dood Van Sigmund Freud
- M. Muckenhoupt - Sigmund Freud

## Trivia
- Jim Morrison, zanger van The Doors, was een bewonderaar van Freud. Hij bezong het oedipuscomplex.
- De Britse schilder Lucian Freud (1922-2011) was, via zijn vader Ernst Freud, een kleinzoon van Sigmund Freud.
- De Ierse schrijver James Joyce had geen hoge pet op van de psychoanalyse en noemde Freud en Jung "the Viennese Tweedledee" en "the Swiss Tweedledum".[36]
- Freud was een leermeester van Annie Mulder van de Graaf, een vrouwelijke Nederlandse psychiater en de eerste Nederlandse plastisch chirurg.

## Verder lezen
Biografieën
- Gay, Peter (1988), Een goddeloze jood. ISBN 9789026943935
- Breger, Louis (2000), Freud. Darkness in the Midst of Vision. ISBN 0471316288, ISBN 9780471316282
- Kramer, Peter (2008), Freud. ISBN 9789066119062

Vertalingen van Freud's werken
- James Strachey (vertaler): Standard Edition of the Complete Psychological works of Sigmund Freud. London: The Hogarth Press.
- Wilfred Oranje (vertaler): Werken, Uitgeverij Boom.

Inleidingen in Freud's werken
- Freud, Sigmund (2008 (1918)), Inleiding tot de psychoanalyse. ISBN 9789028421264
- Gay, Peter (editor), The Freud Reader. New York: W.W. Norton & Company, 1989. Herdrukt: Londen: Vintage, 1995. ISBN 0-09-957711-9.

Over Freud en de psychoanalyse
- Clark, Ronald W., Freud: The Man and the Cause. Londen: Jonathan Cape, 1980. ISBN 0-224-01745-4.
- Horgan, John, Freud is niet dood; het blijvend raadsel van het menselijk brein. Amsterdam: Ambo, 2000. ISBN 90-263-1611-9.
- Magiels, Geerdt, Freud en Darwin op de sofa. Antwerpen: Houtekiet, 2006. ISBN 90-5240-899-8.
- Stafford-Clark, David, What Freud Really Said. Schocken, 1965, 1997. ISBN 0805210806.
- Szafran, Willy, Freud et l'identité juive. Cortext, 2008. ISBN 978-2-87430-075-2.
- Thoomes, Daan Th., 'Freud kon ook geestig zijn' (boekbespreking van: L. Lütkehaus (Hrsg.), Freud zum Vergnügen. "Genug von meinen Schweinereien". Stuttgart, Reclam, 2006). In: In de Waagschaal, jrg. 43, nr. 8, 2006, pp. 29-30
- Geerardyn, Filip, Freuds Psychologie van het Oordeel. Gent: Idesça, 2007. ISSN 0771-5862.

Kritieken op Freud
- Verbeek, Ernst (1973), De man met de glazen hoed : biografisch essay over de dromen van Sigmund Freud. Nijkerk: Callenbach.
- Gruenbaum, Adolf (1984), The Foundations of Psychoanalysis: A Philosophical Critique. Berkeley, CA: University of California Press
- Miller, Alice (1983), Gij zult niet merken, Unieboek/Het Spectrum, 2013.
- Webster, Richard (1996), Why Freud was wrong. Sin, science and psychoanalysis. London: HarperCollinsPublishers
- Todd Dufresne, Against Freud. Critics talk back, Stanford (California): Stanford University Press 2007.
- Israels, Han (1999), De Weense kwakzalver. Honderd jaar freud en de freudianen. Uitgeverij Prometheus.
- Loftus & Ketcham (1995), Graven in het geheugen. De mythe van de verdrongen herinnering. Amsterdam/Antwerpen: Uitgeverij L.J. Veen
- Crombach, H.F.M. & Merkelbach, H.L.G.J. (1996), Hervonden herinneringen en andere misverstanden. Amsterdam/Antwerpen: Uitgeverij Contact